# Campionati mondiali di sci alpino 1937
I Campionati mondiali di sci alpino 1937 si svolsero a Chamonix in Francia.

## Uomini

### Discesa libera
| Posizione | Atleta              | Nazione |
| --------- | ------------------- | ------- |
| 1         | Émile Allais        | Francia |
| 2         | Giacinto Sertorelli | Italia  |
| 2         | Maurice Lafforgue   | Francia |

### Slalom
| Posizione | Atleta        | Nazione  |
| --------- | ------------- | -------- |
| 1         | Émile Allais  | Francia  |
| 2         | Wilhelm Walch | Austria  |
| 3         | Roman Wörndle | Germania |

### Combinata
| Posizione | Atleta            | Nazione  |
| --------- | ----------------- | -------- |
| 1         | Émile Allais      | Francia  |
| 2         | Maurice Lafforgue | Francia  |
| 3         | Willi Steuri      | Svizzera |

## Donne

### Discesa
| Posizione | Atleta          | Nazione  |
| --------- | --------------- | -------- |
| 1         | Christl Cranz   | Germania |
| 2         | Nini Arx-Zogg   | Svizzera |
| 3         | Käthe Grasegger | Germania |

### Slalom
| Posizione | Atleta          | Nazione  |
| --------- | --------------- | -------- |
| 1         | Christl Cranz   | Germania |
| 2         | Käthe Grasegger | Germania |
| 3         | Lisa Resch      | Germania |

### Combinata
| Posizione | Atleta          | Nazione  |
| --------- | --------------- | -------- |
| 1         | Christl Cranz   | Germania |
| 2         | Nini Arx-Zogg   | Svizzera |
| 3         | Käthe Grasegger | Germania |

## Medagliere
| Pos | Nazione  | Oro | Argento | Bronzo | Totale |
| --- | -------- | --- | ------- | ------ | ------ |
| 1   | Francia  | 3   | 2       | 0      | 5      |
| 2   | Germania | 3   | 1       | 4      | 8      |
| 3   | Svizzera | 0   | 2       | 1      | 3      |
| 4   | Austria  | 0   | 1       | 0      | 1      |
| 4   | Italia   | 0   | 1       | 0      | 1      |